# Richie Hawtin
Richard /Richie/ Hawtin (Anglia, Banbury, 1970. június 4. –) kanadai elektronikus zenész, DJ. Háromszoros DJ Awards nyertes, kiemelkedő tagja az 1990-es évek elején feltörő detroiti techno DJ-k második generációjának. A '90-es évek közepe óta a minimal techno irányzat meghatározó képviselője. Ismertséget Plastikman álnéven majd később az ENTER. rendezvények miatt szerzett.

## Élete
Bár Angliában született, a kanadai Windsor külvárosában, LaSalle-ban nőtt fel. Csak a Detroit-folyó választotta el Detroittól, a techno fővárosától. Detroitban, a General Motorsnál dolgozó elektromérnök édesapja, aki Kraftwerket és Tangerine Dreamet hallgatott és komoly hi-fi berendezéssel rendelkezett, vezette be a kis Richie-t a zenei világba. A papát minden érdekelte, ami elektronika és technológia. Ezeket a tulajdonságokat Richie is örökölte, kamaszkorát lemezek, lemezjátszók, hi-fi berendezések és számítógép mellett töltötte. Testvére, Matthew látványtervező és ambient dj.

## Karrier
Richie első fellépése dj-ként 1989-ben a detroiti The Shelter klubban volt. 1990 májusában dj barátjával, John Aquavivaval megalapították a Plus 8 kiadót Detroitban. Richie különböző művészneveken tevékenykedett, mint például Chrome, Circuit Braker, Forcept 1, Jack Master, Up!, Hard Trax, Robotman, Xenon, F.U.S.E., Concept 1, de a leghíresebb az 1993-ban indult Plastikman projekt. Minimalizmus némi technóval és aciddel vegyítve, dobgép és Roland TB-303 szintetizátor segítségével. Eme címke alatt megjelent első lemeze a Sheet One volt 1993-ból. Majd egy évvel később következett a Musik, amely a Sheet one folytatása. 1998-ban született meg a trilógia harmadik része az Artifacts BC (BC=before consumed), amely egy másik album, a Consumed előtt íródott, de később jelent meg. Közben 1994-ben összeállt Pete Namlookkal, akivel ambient zenéket készítettek. 1996-ban elindította a Concept 1 projektet. Az év minden egyes hónapjában megjelentetett egy számot 12”-en. Zenéi még minimalistábbá, csupaszabbá váltak. 1998-ban létrehozta saját kiadóját Minus néven. Lemezei itt jelennek meg ma is. 1999-ben elindította a DE9 (Decks, EFX & 909) sorozatot, amely jelenleg három mixalbumot számlál. Ezek sokkal inkább a táncparkettre valók, mint a Plastikman-zenék. A DE9 projekt lényege, hogy egy számon belül több számot(loopot), hangot kever össze a Ableton technika segítségével. 2002-től 1 évet New Yorkban élt, majd visszament Windsorba, aztán 2007-ben Berlinbe költözött. A német fővárosban megnyitotta kiadójának berlini stúdióját. 2006-ban Enzo Cosimi koreográfussal készítettek egy művet a torinói téli olimpia megnyitó ünnepségére. 2007-ben a német Electronic beats jóvoltából megjelent egy dvd sorozat Pioneers of electronic music  címen, melynek első része Richieről szól. A 60 perces dokumentumfilm bemutatja a családját, valamint karrierjét Windsortól Detroiton át Berlinig, megszólaltatva neves dj kollégáit.

## Fontosabb lemezei

### F.U.S.E.
- Substance abuse
- Dimension intrusion

### Plastikman
- Sheet one
- Spastik
- Musik
- Plastique
- Recycled Plastik
- Artifakts (BC)
- Consumed
- Closer
- Disconnect
- Nostalgik

### Concept 1
- 96:CD

### Richie Hawtin
- Mixmag live vol. 20
- Decks, EFX & 909
- DE9 - Closer to the edit
- DE9 - Transition
- 2Kontakt RTW
- Richie Hawtin and Sven Väth: Sound of the third season
- Richie Hawtin and Ricardo Villalobos: Live at the Robert Johnson, Offenbach, Germany

## Külső hivatkozások
- http://www.plastikman.com
- https://web.archive.org/web/20070626013604/http://m-nus.com/
- http://www.discogs.com/artist/Richie+Hawtin